# Ilybiosoma ilybiiforme
Ilybiosoma ilybiiforme är en skalbaggsart som först beskrevs av Zimmermann 1928.  Ilybiosoma ilybiiforme ingår i släktet Ilybiosoma och familjen dykare. Inga underarter finns listade i Catalogue of Life.